# Issam Awarke
Issam Awarke (arab. ‏عصام عواركة‎; ur. 12 maja 1960) – libański zapaśnik walczący w stylu klasycznym. Olimpijczyk z Los Angeles 1984, gdzie zajął czternaste miejsce w kategorii do 74 kg.

## Letnie Igrzyska Olimpijskie 1984
| Konkurencja          | Rundy eliminacyjne       | Rundy eliminacyjne    | Klas. końcowa |
| Konkurencja          | Przeciwnik I             | Przeciwnik II         | Miejsce       |
| -------------------- | ------------------------ | --------------------- | ------------- |
| 74 kg styl klasyczny | Martial Mischler (FRA) P | Chris Catalfo (USA) P | 14.           |